# Louise de Ballon
Louise de Ballon, en religion sœur Thérèse, née le 5 juin 1591 à Bellegarde-sur-Valserine et morte le 14 décembre 1668 à Seyssel, est une religieuse cistercienne, réformatrice de son ordre et fondatrice de la congrégation des bernardines réformées.

## Biographie

### Famille et naissance
Louise de Ballon naît le 5 juin 1591 au château de Vanchy, à Bellegarde-sur-Valserine. Sa famille est d'une noblesse récente, anoblie par le duc de Savoie pour asseoir son autorité sur le Haut-Bugey récemment conquis. Son oncle paternel et parrain Louis Négron Perrucard de Ballon est abbé commendataire de Chézery ; la famille de sa mère, les Chevron, a compté aux XVe et XVIe siècles plusieurs abbés commendataires de Tamié. Louise est elle-même cousine de François de Sales.

### Jeunesse et premiers vœux
Elle reçoit comme prénom de confirmation Blanche. À sept ans, elle demande à ses parents à entrer chez les cisterciennes. Elle est placée à l'abbaye Sainte-Catherine du Mont, située dans le Semnoz au-dessus d'Annecy.
Le 4 mars 1607, âgée de moins de seize ans, Louise prononce ses premiers vœux. Elle prend pour nom de religion Thérèse.

### La création des Bernardines réformées
Simple religieuse sans titre honorifique, Louise de Ballon, touchée par la remarque d'une cousine religieuse paraphrasant pour elle la parabole du figuier stérile, acquiert peu à peu un désir de réforme, qu'elle partage à quelques compagnes, ainsi qu'à son cousin et directeur spirituel François de Sales à partir de 1606. Un des points les plus importants que les réformatrices souhaitent mettre en œuvre est le retour à une stricte clôture, à l'opposé du système mondain prévalant alors. Effrayées par ces changements menaçant leurs habitudes les sœurs de Sainte-Catherine, non disposées à se réformer, résistent au changement. De guerre lasse, après quinze années de tractations (1607-1622), Louise s'établit à Rumilly,.
Le second point est le détachement des monastères réformés de la tutelle de l'ordre cistercien, jugé trop corrompu, pour se placer sous la juridiction directe des évêques. Louise s'appuie pour cela sur les conseils prodigués par les pères conciliaires au concile de Trente, qui recommande l'installation des communautés monastiques dans les villes et sous le contrôle spirituel de l'évêque. Le pape voit d'ailleurs d'un bon œil ce choix urbain et diocésain ; il fait ainsi pression pour que l'ordre cistercien accepte que ses religieuses soient détachées de son emprise directe. Les autres points de la réforme concernent la communauté de biens, le silence et l'oraison. La réforme connaît un succès immédiat et de nombreux monastères sont fondés ou réformés. Dès 1628, cinq couvents sollicitent du pape la reconnaissance d'une nouvelle congrégation.

### Les tensions
En 1623, trois religieuses de l'abbaye des Ayes à Crolles, Claude de Buissonrond, Louise de Paquier et Louise de Ponsonas, désirent également se réformer et fonder un monastère à Grenoble plutôt que dans le Grésivaudan. Sur la recommandation de l'abbé de Tamié, elles sont admises à Rumilly où elles se forment durant près de deux ans. Le 24 novembre 1624, elles fondent l'abbaye Sainte-Cécile, dont Louise de Ponsonas devient la première abbesse, malgré le peu d'entrain de Pierre Scarron, évêque de Grenoble.
La forte personnalité de l'abbesse de Grenoble la fait s'opposer à Louise de Ballon, en particulier sur la rédaction des Constitutions de la nouvelle congrégation, que Louise de Ponsonas réécrit en 1631 tout en modifiant à son avantage l’histoire de la réforme. En ce qui concerne les nombreuses fondations, une partie notable de celles-ci s'effectuant en France, elle peut arguer de sa nationalité, face à Louise de Ballon qui est savoyarde, donc étrangère. L'erreur à propos de la fondatrice des Bernardines réformées subsiste au moins jusqu'au début du XXe siècle.

### Vieillesse et mort
Louise de Ballon meurt le 14 décembre 1668 à Seyssel à l'âge de 77 ans.

## Influences
Outre les influences directement cisterciennes, en particulier celle de saint Bernard, Louise de Ballon est très sensible aux deux influences de François de Sales et de Jeanne de Chantal ; elle est également proche de la spiritualité oratorienne. Après la mort de son cousin et directeur spirituel, elle choisit comme nouveau directeur un antonin, Jean Palerne.

## Postérité

### Œuvre littéraire
- Les Œuvres de piété de la vénérable mère Louise-Blanche-Thérèse de Ballon fondatrice des Religieuses bernardines réformées de Savoye et de France. Éditeur Couterot, Paris, 1700, 2 tomes en 1 volume.

### Congrégation bernardines actuelles
Les couvents situés en France qui subsistent à la fin du XVIIIe siècle sont tous fermés par la Révolution française ; ceux situés dans les états de Savoie demeurent jusqu'en 1792, date du rattachement à la France, à l'exception de Saint-Jean-de-Maurienne qui ne ferme qu'en 1796. Celui de Seyssel, où Louise de Ballon a terminé sa vie, fonde en 1821, après l'exil, un établissement à Belley, qui perdure jusqu'en 1947. Il ne reste que l'unique couvent implanté en Suisse, celui de Collombey ; après avoir survécu aux invasions napoléoniennes il reste actif au XXIe siècle, accueillant une communauté religieuse sans interruption depuis sa création en 1647.